# أحمد حلمي عبد الباقي
أحمد حلمي عبد الباقي (1882-1963) سياسي واقتصادي فلسطيني، تولى رئاسة حكومة عموم فلسطين التي أنشئت عام 1948.

## حياته
وُلد أحمد حلمي عبد الباقي عام 1882 في مدينة صيدا اللبنانية لأب من مدينة طولكرم الفلسطينية ذو أصول ألبانية، وقد وُلِد أحمد في لبنان نظرًا لكون والده كان يخدم عسكريًا حينها هناك، وكان جد أحمد لوالده أصوله من ألبانيا.
عاد أحمد عبد الباقي مع والده إلى مدينته طولكرم، وهناك في طولكرم تلقى علومه في اللغة العربية والآداب على يد العالم سعيد الكرمي، وهو ما جعله يتميز في هذا المجال ليصدر لاحقًا ديوان شعر بعنوان «ديواني»، عمل أحمد في مطلع شبابه بالمصرف الزراعي العثماني في مدينة طولكرم، كما كان والده ضابطًا في الجيش العثماني يخدم في محيط نابلس.
انتقل أحمد إلى العراق خلال الحرب العالمية الأولى، حيث تولى هناك قيادة فرقة متطوعين من أبناء العشائر العراقية والتي حاربت إلى جانب الجيش العثماني. عند تولي الأمير فيصل بن الحسين الحكم في سوريا (الشمالية) عُين أحمد حلمي مديرًا عامًّا لوزارة المالية (1919-1920) وقد عرف عنه أنه من أركان حزب الاستقلال العربي الذي تأسس في عهد فيصل كمظهر علني من جمعية العربية الفتاة السرية.
شارك أحمد حلمي وسعيد الكرمي في عدد من حكومات إمارة شرق الأردن؛ فقد شاركا معًا في كل من حكومة علي رضا الركابي الأولى عام 1922، وحكومة مظهر رسلان الثانية عام 1923، وحكومة حسن خالد أبو الهدى الأولى عام 1923، بحيث تولى أحمد حلمي حقيبة المالية، في حين تولى سعيد الكرمي حقيبة القضاء والأوقاف.
وفي عام 1926 توجه أحمد حلمي إلى فلسطين وعُين مراقبًا عامًّا للأوقاف الإسلامية واستقال من عمله في عام 1930 حين اشترك مع عبد الحميد شومان في تأسيس البنك العربي بفلسطين وتولى أحمد إدارة البنك منذ عام 1930 وحتى عام 1936، حيث شهدت هذه الفترة إنشاء فروع للبنك في مدن فلسطين الرئيسية؛ وهي القدس وغزة وطولكرم ونابلس ويافا وحيفا. أسس بعد ذلك البنك الزراعي لإمداد الفلاحين بالقروض الزراعية، وصندوق الأمة لإنقاذ الأراضي العربية المهددة بالاستيلاء عليها.
نُفي عام 1936 مع بعض أعضاء اللجنة العربية العليا إلى سيشل بعد مقتل الجنرال أندرو حاكم لواء الجليل. عاد وترأس حكومة عموم فلسطين سنة 1948.

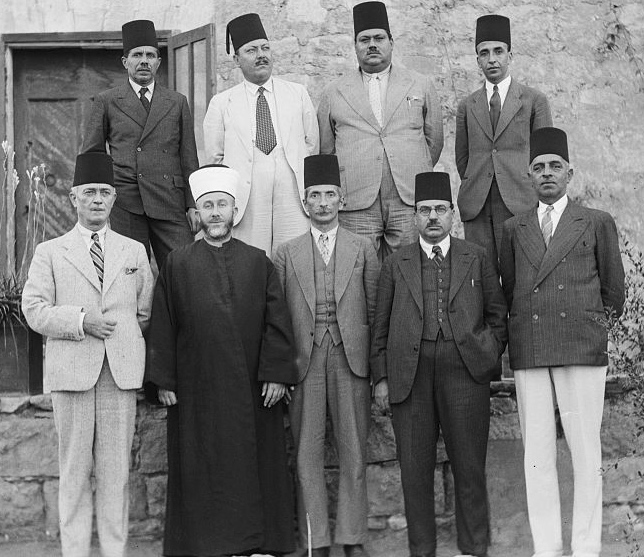
أعضاء اللجنة العربية العليا، 1936، الصف الأمامي الأول من اليسار بالترتيب: راغب النشاشيبي، أمين الحسيني، أحمد حلمي عبد الباقي، عبد اللطيف صلاح، ألفرد روك.
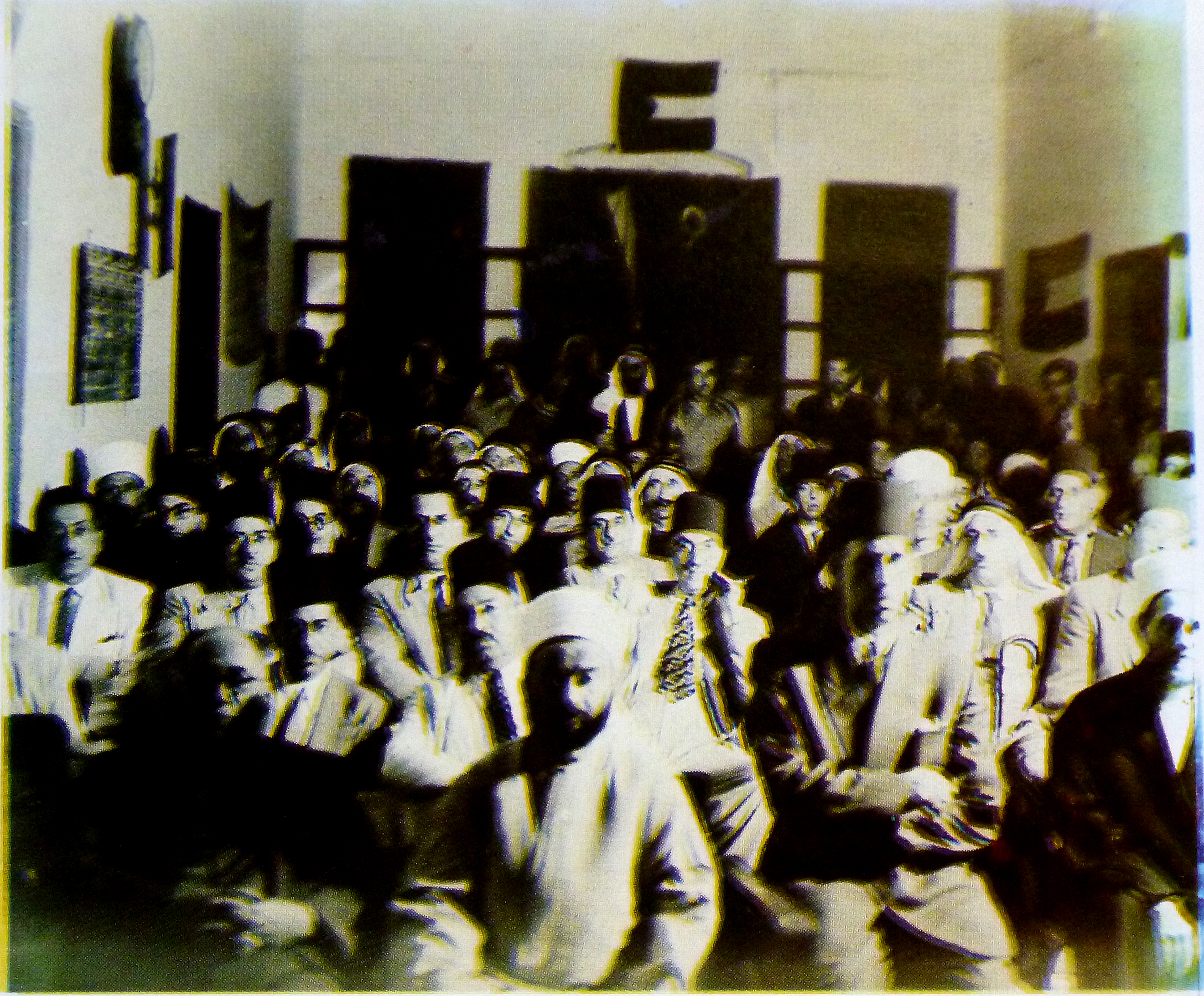
إعلان تشكيل حكومة عموم فلسطين عام 1948.

## مؤلفاته
ألف أحمد حلمي عبد الباقي ديوان شعر بعنوان «ديواني»، وصدر بإعداد وتقديم من الكاتب إبراهيم نصر الله.

## حياته الشخصية
لأحمد حلمي ثلاثة بنات من زوجته الأولى هن؛ "وصفية" وهي زوجة السياسي الليبي منصور قدارة، و"سنية" زوجة عبد الحميد شومان مدير البنك العربي في فلسطين، و"نائلة" زوجة عبد المجيد عبد الحميد شومان. كما كان لأحمد حلمي ابن وحيد وهو من زوجته الثانية واسمه "محمد" وقد تزوج محمد من سُعاد ابنة السياسي الفلسطيني رشيد الحاج إبراهيم.

## وفاته
توفي أحمد عبد الباقي في مدينة سوق الغرب اللبنانية في يونيو 1963، ونقل جثمانه ليدفن في القدس، حيث دفن في الحرم القدسي.

## روابط خارجية
- أحمد حلمي عبد الباقي على موقع أرشيف الشارخ.